# Agaristé (fille d'Hippocrate)
Pour les articles homonymes, voir Agaristé.
Agaristè (en grec Ἀγαρίστη) est une femme noble de l'Athènes antique, fille d'Hippocrate et membre de la famille des Alcméonides. Elle est l'épouse de Xanthippe et la mère de Périclès.